# 浜昼顔
「浜昼顔」（はまひるがお）は、1974年6月に発売された五木ひろしのシングルである。

## 解説
- 作詞は寺山修司、作曲は古賀政男である。7月には古賀政男作品集『影を慕いて』を発売した。

- 古賀政男が1936年に日活映画『慈悲心鳥』の主題歌として作曲した「さらば青春」（佐藤惣之助作詞、歌：藤山一郎）が原曲。寺山修司の歌詞は全く違うが、失意の青年が新しく旅立つモチーフは同じ。さらに1956年に詩を変え、「都に花の散る夜は」（丘十四夫作詞、歌：青木光一）としても発表されている。

- 1986年8月中旬までのシングルの累計出荷枚数は75.8万枚（徳間ジャパン調べ）[1]で、同時点で五木のシングルとしては歴代8位のヒットとなっている（デュエット曲を除く）[1]。

## 収録曲
- 両楽曲共に、編曲：竜崎孝路

1. 浜昼顔（3分00秒）
作詞：寺山修司／作曲：古賀政男
2. さよならを言う前に（3分20秒）
作詞：山口洋子／作曲：平尾昌晃